# Heilig Hartbeeld (Budel)
Het Heilig Hartbeeld is een standbeeld in de Nederlandse plaats Budel, in de provincie Noord-Brabant.

## Achtergrond
Het Heilig Hartbeeld werd gemaakt door beeldhouwer Jan Custers en op zondag 29 juni 1930 ingewijd door pastoor Van Lieshout. Het monument was aanvankelijk geplaatst bij de pastorie, later in de tuin van het vrouwenklooster en tegenwoordig bij de Onze-Lieve-Vrouw Visitatiekerk. In 2012 is het beeld gerestaureerd. Het beeld is erkend als gemeentelijk monument.

## Beschrijving
Het Hartmonument is een beeldengroep van vier personen. Centraal staat Christus, gekleed in een gedrapeerd gewaad, op zijn borst is het Heilig Hart zichtbaar.  Hij houdt zijn handen zegenend geheven boven een geknielde man aan zijn rechterkant en een geknielde moeder met kind aan zijn linkerkant. Het kind biedt Jezus bloemen aan.
Een inscriptie aan de voorzijde van de sokkel vermeldt: 

DE PAROCHIANEN
VAN BUDEL
AAN HUN KONING